# جيريمياه وير
جيريمياه وير (بالإنجليزية: Jeremiah Ware)‏ هو سياسي أسترالي، ولد في 21 يوليو 1818، وتوفي في 22 أكتوبر 1859. انتخب عضو الجمعية التشريعية فيكتوريا.